# Sabugueiro (Seia)
Sabugueiro é uma povoação portuguesa sede da Freguesia de Sabugueiro do Município de Seia, freguesia com 46,47 km² de área e 405 habitantes (censo de 2021), tendo, por isso, uma densidade populacional de 8,7 hab./km².

## Geografia
O Sabugueiro é por vezes denominada a "aldeia mais alta de Portugal", no entanto esta designação não é correta, uma vez que existem aldeias que atingem altitudes superiores. Segundo a carta topográfica 1:25000 do CIGeoE, e tomando como critério a cota altimétrica do edifício que se encontra na parte mais elevada do povoado, o Sabugueiro atinge uma altitude máxima de 1120 m. Esta cota é superada na aldeia de Sendim, situada no concelho de Montalegre, que atinge uma altitude de 1155 m; seguem-se Pitões das Júnias (alt. 1140 m), Gralheira (alt 1130 m) e Panchorra (alt 1120 m).
Para além das referidas, existe uma localidade que se encontra a altitude ainda maior: em plena Serra da Estrela situa-se o aldeamento turístico de Penhas da Saúde, na vertente sul da Serra da Estrela, atingindo os 1500m. Embora nela residam algumas pessoas permanentemente - segundo dados do INE, - dificilmente se poderá classificar como aldeia.
Sabugueiro pertence à rede de Aldeias de Montanha.

## Demografia
Nota: Nos anos de 1911 a 1930 esta freguesia estava anexada à freguesia de Seia. Pelo decreto-lei nº 27424, de 31/12/1936 foi extinta esta freguesia e incluídos os seus lugares na de Seia. Pelo decreto-lei nº 35676, de 31/05/1946 passou de novo a ter autonomia, ficando com lugares desanexados da Freguesia de Seia.		
A população registada nos censos foi:
| Distribuição da População por Grupos Etários | Distribuição da População por Grupos Etários | Distribuição da População por Grupos Etários | Distribuição da População por Grupos Etários | Distribuição da População por Grupos Etários |
| -------------------------------------------- | -------------------------------------------- | -------------------------------------------- | -------------------------------------------- | -------------------------------------------- |
| Ano                                          | 0-14 Anos                                    | 15-24 Anos                                   | 25-64 Anos                                   | > 65 Anos                                    |
| 2001                                         | 77                                           | 99                                           | 299                                          | 95                                           |
| 2011                                         | 49                                           | 48                                           | 276                                          | 105                                          |
| 2021                                         | 34                                           | 30                                           | 204                                          | 137                                          |

## História
O Sabugueiro pertenceu até 1946 à Freguesia de seia, tendo sido restaurada a sua autonomia administrativa através do Decreto-Lei 35.676 de 31 de maio.
Orlando Ribeiro descreve assim o Sabugueiro, em 1941:
"Sabugueiro, a 1000 metros de altitude, nas margens da Ribeira de Alva, aparece no meio de pinhais e castanheiros, de campos de centeio nas encostas, de culturas de milho, batata e feijão, junto da ribeira. É povoação de forma compacta, arruada, com casas de granito, tristonhas, sem sem rebôco e sem cal. Os telhados são de telha, segura com pedras, para não voar com os temporais da Serra. À roda da aldeia levantam-se, no fim do verão, grandes medas de palha de centeio (palheiros), também seguros com pedras." .

## Património
- Igreja matriz
- Forno comunitário
- Central hidroelétrica de Sabugueiro
- Lagoa Escura

## Equipamentos sociais
- Espaço museológico
- Posto médico
- Escola 1º Ciclo de Sabugueiro
- Jardim de Infância de Sabugueiro

## Pontos de interesse
- Praia fluvial do Sabugueiro (rio Alva)[6]

## Festividades
- Noite das Caçoilas - evento dedicado à gastronomia típica feita no forno comunitário do Sabugueiro, nomeadamente o cabrito, borrego e frango em caçoilas de barro preto[7].